# Bactrocera costalis
Bactrocera costalis
 es una especie de díptero que Tokuichi Shiraki describió por primera vez en 1933. Bactrocera costalis pertenece al género Bactrocera de la familia Tephritidae. Esta especie como plaga agrícola ha sido atacada por los agricultores en Taiwán.